# استحسان (فلسفة)
الاستحسان في الفلسفة هو مصطلح استخدمه الفلاسفة الطبيعيون في علمي الأخلاق والجمال، فكان الخير أو الجمال عندهم استحسان فعل أو شيء من الأشياء، وكان الشر استهجان فعل أو شيء آخر؛ ومرد الاستحسان عندهم إلى الفرد دون المجتمع، وقد رأى أهل السنة في الإسلام أن الخير ما حسنه الشرع وأن الشر ما قبحه، وهم بذلك يرون ببطلان الاستحسان باعتباره إثبات للحكم من غير دليل شرعي، وفي ذلك قال الإمام الشافعي «من استحسن فقد شرع»، وقد أنكر ذلك المعتزلة في قولهم بنظرية الحسن والقبيح العقليين، وهم يلتقون في هذا مع الفلاسفة المثاليين المحدثين.

## اقرأ أيضاً
- استحسان
- فلسفة طبيعية
- أخلاقيات
- جماليات